# Sand Dollars
Sand Dollars (Originaltitel: Dólares de Arena) ist ein lateinamerikanisches Filmdrama von Israel Cárdenas und Laura Amelia Guzmán. Der Film feierte seine Weltpremiere auf dem Toronto International Film Festival 2015. Der offizielle deutsche Kinostart war am 10. Dezember 2015.

## Handlung
Der Film erzählt die Geschichte von Anne, einer französischen Immigrantin, und der einheimischen Noeli in der Dominikanischen Republik. Zusammen mit ihrem Freund Yeremi versucht Noeli seit Jahren auf Kosten der reicheren Touristen am Strand ihren Lebensunterhalt zu verdienen. Doch ihre einzige, ständige Kundin ist die deutlich ältere Anne. Während sie durch die Beziehung hofft, nach Europa zu gelangen, sehnt sich Anne nach der Liebe und Geborgenheit einer Partnerin. Als jedoch Noeli von ihrem Freund unerwartet schwanger wird, gerät ihr Plan ins Wanken. Yeremi möchte als werdender Vater nicht mehr, dass sie ihn mit seinem Kind verlässt, wohingegen Anne sich damit unweigerlich konfrontiert fühlt, lediglich Teil eines Plans gewesen zu sein.

## Hintergrund
Der Film orientiert sich sehr lose an Jean-Noël Pancrazis Roman Les Dollars des Sables, in welchem ein Mann die Rolle der Anne einnimmt und eine auf Geld basierende Liebesbeziehung zur Dominikanerin Noeli führt.
Sand Dollars ist der vierte gemeinsame Film des Regie-Duos Cárdenas und Guzmán, die auch privat verheiratet sind und zusammen die Filmproduktionsfirma Aurora Dominicana leiten.